# Mistrzostwa Świata w Pływaniu na krótkim basenie 2024
17. Mistrzostwa Świata w Pływaniu na krótkim basenie odbywały się w dniach 10–15 grudnia 2024 roku na pływalni Duna Aréna w Budapeszcie. Wszystkie konkurencje rozgrywane były na basenie 25-metrowym.

## Klasyfikacja medalowa
*   Gospodarz ( Węgry)
| Miejsce | Reprezentacja                          | Złoto | Srebro | Brąz | Razem |
| ------- | -------------------------------------- | ----- | ------ | ---- | ----- |
| 1       | Stany Zjednoczone                      | 18    | 13     | 8    | 39    |
| 2       | Niezależni sportowcy neutralni (NIA 2) | 6     | 4      | 0    | 10    |
| 3       | Kanada                                 | 4     | 5      | 6    | 15    |
| 4       | Chiny                                  | 3     | 1      | 1    | 5     |
| 5       | Szwajcaria                             | 3     | 0      | 0    | 3     |
| 6       | Australia                              | 2     | 5      | 5    | 12    |
| 7       | Węgry*                                 | 2     | 2      | 0    | 4     |
| 8       | Włochy                                 | 1     | 5      | 3    | 9     |
| 9       | Niemcy                                 | 1     | 3      | 0    | 4     |
| 10      | Kajmany                                | 1     | 0      | 1    | 2     |
| 10      | Tunezja                                | 1     | 0      | 1    | 2     |
| 12      | Hongkong                               | 1     | 0      | 0    | 1     |
| 12      | Litwa                                  | 1     | 0      | 0    | 1     |
| 12      | Hiszpania                              | 1     | 0      | 0    | 1     |
| 15      | Francja                                | 0     | 3      | 2    | 5     |
| 16      | Brazylia                               | 0     | 2      | 1    | 3     |
| 17      | Wielka Brytania                        | 0     | 1      | 2    | 3     |
| 18      | Turcja                                 | 0     | 1      | 1    | 2     |
| 18      | Holandia                               | 0     | 1      | 1    | 2     |
| 20      | Austria                                | 0     | 1      | 0    | 1     |
| 21      | Polska                                 | 0     | 0      | 5    | 5     |
| 22      | Niezależni sportowcy neutralni (NIA 1) | 0     | 0      | 2    | 2     |
| 23      | Japonia                                | 0     | 0      | 1    | 1     |
| 23      | Estonia                                | 0     | 0      | 1    | 1     |
| 23      | Belgia                                 | 0     | 0      | 1    | 1     |
| 23      | Irlandia                               | 0     | 0      | 1    | 1     |
| Razem   | Razem                                  | 45    | 47     | 43   | 135   |

## Medaliści

### Mężczyźni
| Konkurencja             | Złoto | Złoto    | Srebro | Srebro   | Brąz | Brąz          |
| Konkurencja             | Zawodnik | Czas     | Zawodnik | Czas     | Zawodnik | Czas          |
| Styl dowolny            | |          | |          | |               |
| 50 metrów               | Jordan Crooks · Kajmany | 20,19    | Guilherme Caribé · Brazylia | 20,57    | Jack Alexy · Stany Zjednoczone | 20,61         |
| 100 metrów              | Jack Alexy · Stany Zjednoczone | 45,38    | Guilherme Caribé · Brazylia | 45,47    | Jordan Crooks · Kajmany | 45,48         |
| 200 metrów              | Luke Hobson · Stany Zjednoczone | 1:38,61  | Maximillian Giuliani · Australia | 1:40,36  | Lucas Henveaux · Belgia | 1:41,13       |
| 400 metrów              | Elijah Winnington · Australia | 3:35,39  | Carson Foster · Stany ZjednoczoneKieran Smith · Stany Zjednoczone                                                                                      | 3:36,31  | Nie przyznano | Nie przyznano |
| 800 metrów              | Zalán Sarkany · Węgry | 7:30,56  | Florian Wellbrock · Niemcy | 7:31,90  | Ahmed Jaouadi · Tunezja | 7:31,93       |
| 1500 metrów             | Ahmed Jaouadi · Tunezja | 14:16,40 | Florian Wellbrock · Niemcy | 14:17,27 | Kuzey Tunçelli · Turcja | 14:20,64 ,    |
| Styl grzbietowy         | |          | |          | |               |
| 50 metrów               | Miron Lifincew NIA 2 | 22,47    | Isaac Cooper · Australia | 22,49    | Shane Ryan · Irlandia | 22,56         |
| 100 metrów              | Miron Lifincew NIA 2 | 48,76    | Hubert Kós · Węgry | 48,79    | Kacper Stokowski · Polska | 49,16         |
| 200 metrów              | Hubert Kós · Węgry | 1:45,65  | Lorenzo Mora · Włochy | 1:48,96  | Mewen Tomac · Francja | 1:49,93       |
| Styl klasyczny          | |          | |          | |               |
| 50 metrów               | Qin Haiyang · Chiny | 25,42    | Kiriłł Prigoda · NIA 2Emre Sakçı · Turcja | 25,56    | Nie przyznano | Nie przyznano |
| 100 metrów              | Qin Haiyang · Chiny | 55,47    | Kiriłł Prigoda NIA 2 | 55,49    | Ilja Szymanowicz NIA 1 | 55,60         |
| 200 metrów              | Carles Coll Martí · Hiszpania | 2:01,55  | Kiriłł Prigoda NIA 2 | 2:01,88  | Yamato Fukasawa · Japonia | 2:02,01       |
| Styl motylkowy          | |          | |          | |               |
| 50 metrów               | Noè Ponti · Szwajcaria | 21,32    | Ilya Kharun · Kanada | 21,67    | Nyls Korstanje · Holandia | 21,68         |
| 100 metrów              | Noè Ponti · Szwajcaria | 47,71    | Maxime Grousset · Francja | 48,57    | Matthew Temple · Australia | 48,71         |
| 200 metrów              | Ilya Kharun · Kanada | 1:48,24  | Alberto Razzetti · Włochy | 1:48,64  | Krzysztof Chmielewski · Polska | 1:49,26       |
| Styl zmienny            | |          | |          | |               |
| 100 metrów              | Noè Ponti · Szwajcaria | 50,33    | Bernhard Reitshammer · Austria | 51,11    | Caio Pumputis · Brazylia | 51,35         |
| 200 metrów              | Shaine Casas · Stany Zjednoczone | 1:49,51  | Alberto Razzetti · Włochy | 1:50,88  | Finlay Knox · Kanada | 1:50,90       |
| 400 metrów              | Ilja Borodin NIA 2 | 3:56,83  | Carson Foster · Stany Zjednoczone | 3:57,45  | Alberto Razzetti · Włochy | 3:58,83       |
| Sztafety – styl dowolny | |          | |          | |               |
| 4 × 100 metrów          | Stany Zjednoczone · Jack Alexy (45,05) · Luke Hobson (45,18) · Kieran Smith (46,01) · Chris Guiliano (45,42) · Trenton Julian                            | 3:01,66  | Włochy · Alessandro Miressi (45,85) · Leonardo Deplano (45,76) · Lorenzo Zazzeri (46,21) · Manuel Frigo (45,73)                                        | 3:03,65  | Polska · Kamil Sieradzki (46,33) · Jakub Majerski (46,04) · Ksawery Masiuk (45,64) · Kacper Stokowski (46,45) · Piotr Ludwiczak                                     | 3:04,46       |
| 4 × 200 metrów          | Stany Zjednoczone · Luke Hobson (1:38,91) · Carson Foster (1:40,77) · Shaine Casas (1:40,34) · Kieran Smith (1:40,49) · Trenton Julian · Daniel Matheson | 6:40,51  | Australia · Maximilian Giuliani (1:40,73) · Edward Sommerville (1:41,03) · Harrison Turner (1:42,21) · Elijah Winnington (1:41,57) · David Schlicht    | 6:45,54  | Włochy · Filippo Megli (1:42,26) · Manuel Frigo (1:42,15) · Carlos D'Ambrosio (1:41,48) · Alberto Razzetti (1:41,62) · Davide Dalla Costa · Alessandro Ragaini      | 6:47,51       |
| Sztafety – styl zmienny | |          | |          | |               |
| 4 × 100 metrów          | NIA 2 Miron Lifincew (49,31) Kiriłł Prigoda (55,15) Andriej Minakow (48,80) Jegor Korniew (45,42) Paweł Samusenko Aleksandr Żigałow Dmitrij Żaworonkow   | 3:18,68  | Stany Zjednoczone · Shaine Casas (48,92) · Michael Andrew (57,03) · Dare Rose (48,55) · Jack Alexy (44,53) · AJ Pouch · Zach Harting · Harrison Turner | 3:19,03  | Włochy · Lorenzo Mora (49,53) · Ludovico Viberti (56,15) · Michele Busa (48,81) · Alessandro Miressi (45,42) · Christian Bacico · Simone Cerasuolo · Simone Stefani | 3:19,91       |

### Kobiety
| Konkurencja             | Złoto | Złoto    | Srebro | Srebro   | Brąz | Brąz     |
| Konkurencja             | Zawodniczka | Czas     | Zawodniczka | Czas     | Zawodniczka | Czas     |
| Styl dowolny            | |          | |          | |          |
| 50 metrów               | Gretchen Walsh · Stany Zjednoczone | 22,83    | Kate Douglass · Stany Zjednoczone | 23,05    | Katarzyna Wasick · Polska | 23,37    |
| 100 metrów              | Gretchen Walsh · Stany Zjednoczone | 50,31    | Béryl Gastaldello · Francja | 50,63    | Kate Douglass · Stany Zjednoczone | 50,73    |
| 200 metrów              | Siobhan Haughey · Hongkong | 1:50,62  | Mary-Sophie Harvey · Kanada | 1:51,49  | Claire Weinstein · Stany Zjednoczone | 1:51,62  |
| 400 metrów              | Summer McIntosh · Kanada | 3:50,25  | Lani Pallister · Australia | 3:53,73  | Mary-Sophie Harvey · Kanada | 3:54,88  |
| 800 metrów              | Lani Pallister · Australia | 8:01,95  | Isabel Marie Gose · Niemcy | 8:05,42  | Katie Grimes · Stany Zjednoczone | 8:05,90  |
| 1500 metrów             | Isabel Marie Gose · Niemcy | 15:24,69 | Simona Quadarella · Włochy | 15:30,14 | Jillian Cox · Stany Zjednoczone | 15:41,29 |
| Styl grzbietowy         | |          | |          | |          |
| 50 metrów               | Regan Smith · Stany Zjednoczone | 25,23    | Katharine Berkoff · Stany Zjednoczone                                                                                                 | 25,61    | Kylie Masse · Kanada | 25,78    |
| 100 metrów              | Regan Smith · Stany Zjednoczone | 54,55    | Katharine Berkoff · Stany Zjednoczone                                                                                                 | 54,93    | Ingrid Wilm · Kanada | 55,75    |
| 200 metrów              | Regan Smith · Stany Zjednoczone | 1:58,04  | Summer McIntosh · Kanada | 1:59,96  | Anastasija Szkurdaj NIA 1 | 2:00,56  |
| Styl klasyczny          | |          | |          | |          |
| 50 metrów               | Rūta Meilutytė · Litwa | 28,54    | Tang Qianting · Chiny | 28,86    | Lilly King · Stany Zjednoczone | 28,91    |
| 100 metrów              | Tang Qianting · Chiny | 1:02,38  | Lilly King · Stany Zjednoczone | 1:02,80  | Eneli Jefimova · Estonia | 1:03,25  |
| 200 metrów              | Kate Douglass · Stany Zjednoczone | 2:12,50  | Jewgienija Czikunowa NIA 2 | 2:15,14  | Alex Walsh · Stany Zjednoczone | 2:16,83  |
| Styl motylkowy          | |          | |          | |          |
| 50 metrów               | Gretchen Walsh · Stany Zjednoczone | 24,01    | Béryl Gastaldello · Francja | 24,43    | Alexandria Perkins · Australia | 24,68    |
| 100 metrów              | Gretchen Walsh · Stany Zjednoczone | 52,71    | Tessa Giele · Holandia | 54,66    | Alexandria Perkins · Australia | 55,10    |
| 200 metrów              | Summer McIntosh · Kanada | 1:59,32  | Regan Smith · Stany Zjednoczone | 2:01,00  | Elizabeth Dekkers · Australia | 2:02,91  |
| Styl zmienny            | |          | |          | |          |
| 100 metrów              | Gretchen Walsh · Stany Zjednoczone | 55,11    | Kate Douglass · Stany Zjednoczone | 56,49    | Béryl Gastaldello · Francja | 56,67    |
| 200 metrów              | Kate Douglass · Stany Zjednoczone | 2:01,63  | Alex Walsh · Stany Zjednoczone | 2:02,65  | Abbie Wood · Wielka Brytania | 2:02,75  |
| 400 metrów              | Summer McIntosh · Kanada | 4:15,48  | Katie Grimes · Stany Zjednoczone | 4:20,14  | Abbie Wood · Wielka Brytania | 4:24,34  |
| Sztafety – styl dowolny | |          | |          | |          |
| 4 × 100 metrów          | Stany Zjednoczone · Kate Douglass (50,95) · Katharine Berkoff (51,38) · Alex Shackell (52,01) · Gretchen Walsh (50,67) · Phoebe Bacon · Jillian Cox                           | 3:25,01  | Australia · Meg Harris (52,59) · Milla Jansen (51,62) · Alexandria Perkins (51,68) · Lani Pallister (52,36) · Lily Price · Leah Neale | 3:28,25  | Kanada · Mary-Sophie Harvey (52,40) · Summer McIntosh (51,81) · Ingrid Wilm (52,22) · Penny Oleksiak (52,01) · Sydney Pickrem · Alexanne Lepage | 3:28,44  |
| 4 × 200 metrów          | Stany Zjednoczone · Alex Walsh (1:53,25) · Paige Madden (1:53,18) · Katie Grimes (1:53,39) · Claire Weinstein (1:50,31) · Phoebe Bacon · Lilla Bognar                         | 7:30,13  | Węgry · Nikolett Pádár (1:52,81) · Panna Ugrai (1:52,59) · Dóra Molnár (1:55,39) · Lilla Minna Ábrahám (1:52,60) ·                    | 7:33,39  | Australia · Leah Neale (1:52,79) · Elizabeth Dekkers (1:54,96) · Milla Jansen (1:54,01) · Lani Pallister (1:51,84) · Tara Kinder ·              | 7:33,60  |
| Sztafety – styl zmienny | |          | |          | |          |
| 4 × 100 metrów          | Stany Zjednoczone · Regan Smith (54,02) · Lilly King (1:03,02) · Gretchen Walsh (52,84) · Kate Douglass (50,53) · Katharine Berkoff · Emma Weber · Alex Shackell · Alex Walsh | 3:40,41  | Wielka Brytania · Abbie Wood (57,44) · Angharad Evans (1:03,18) · Eva Okaro (56,11) · Freya Anderson (51,11)                          | 3:47,84  | Chiny · Qian Xinan (56,88) · Tang Qianting (1:03,17) · Chen Luying (56,25) · Liu Shuhan (51,63)                                                 | 3:47,93  |

### Konkurencje mieszane
| Konkurencja                                      | Złoto | Złoto   | Srebro | Srebro  | Brąz | Brąz    |
| Konkurencja                                      | Zawodnik / Zawodniczka | Czas    | Zawodnik / Zawodniczka | Czas    | Zawodnik / Zawodniczka | Czas    |
| Sztafeta mieszana 4 × 50 metrów stylem dowolnym  | Włochy · Leonardo Deplano (20,80) · Alessandro Miressi (21,01) · Silvia Di Pietro (23,35) · Sara Curtis (23,34) · Lorenzo Zazzeri ·                 | 1:28,50 | Kanada · Ilya Kharun (20,80) · Yuri Kisil (20,57) · Ingrid Wilm (23,72) · Mary-Sophie Harvey (23,51) · Finlay Knox · Penny Oleksiak               | 1:28,60 | Polska · Piotr Ludwiczak (21,31) · Kamil Sieradzki (20,89) · Kornelia Fiedkiewicz (23,70) · Katarzyna Wasick (22,90) ·                                      | 1:28,80 |
| Sztafeta mieszana 4 × 50 metrów stylem zmiennym  | NIA 2 Miron Lifincew (22,39) Kiriłł Prigoda (24,94) Arina Surkowa (24,43) Daria Trofimowa (23,60) Paweł Samusenko Oleg Kostin Daria Klepikowa       | 1:35,36 | Kanada · Kylie Masse (25,87) · Finlay Knox (25,53) · Ilya Kharun (20,73) · Ingrid Wilm (23,81)                                                    | 1:35,94 | Stany Zjednoczone · Shaine Casas (22,85) · Michael Andrew (25,29) · Regan Smith (24,90) · Katharine Berkoff (23,16) · AJ Pouch · Alex Shackell · Alex Walsh | 1:36,20 |
| Sztafeta mieszana 4 × 100 metrów stylem zmiennym | NIA 2 Miron Lifincew (48,90) Kiriłł Prigoda (54,86) Arina Surkowa (55,63) Daria Klepikowa (51,08) Paweł Samusenko Aleksandr Żigałow Daria Trofimowa | 3:30,47 | Stany Zjednoczone · Regan Smith (54,19) · Lilly King (1:03,05) · Dare Rose (48,68) · Jack Alexy (44,63) · Shaine Casas · AJ Pouch · Alex Shackell | 3:30,55 | Kanada · Ingrid Wilm (55,82) · Finlay Knox (56,39) · Ilya Kharun (48,27) · Mary-Sophie Harvey (51,49) · Blake Tierney · Sophie Angus · Penny Oleksiak       | 3:31,97 |